# Liste der Monuments historiques in Foulain
Die Liste der Monuments historiques in Foulain führt die Monuments historiques in der französischen Gemeinde Foulain auf.

## Liste der Objekte
| Bezeichnung                        | Beschreibung                                                                              | Standort                                 | Kennzeichnung | Schutzstatus | Datum | Bild |
| ---------------------------------- | ----------------------------------------------------------------------------------------- | ---------------------------------------- | ------------- | ------------ | ----- | ---- |
| Skulptur eines heiligen Bischofs   | Holz, farbig gefasst, 18. Jahrhundert                                                     | Foulain, in der Kirche St-Clément (Lage) | PM52000471    | Classé       | 1971  |      |
| Skulptur Papst Clemens             | Holz, farbig gefasst und vergoldet, 18. Jahrhundert                                       | Foulain, in der Kirche St-Clément (Lage) | PM52000470    | Classé       | 1971  |      |
| Skulptur Heiliger Nikolaus         | Holz, farbig gefasst und vergoldet, erste Hälfte des 18. Jahrhunderts; Verbleib unbekannt | Crenay, in der Kirche St-Martin (Lage)   | PM52001767    | Inscrit      | 1975  |      |
| Prozessionsstab Mariä Verkündigung | Holz, farbig gefasst und vergoldet, 18. Jahrhundert                                       | Foulain, in der Kirche St-Clément (Lage) | PM52000469    | Classé       | 1971  |      |
| Skulptur Heiliger Rochus           | Aufsatz eines Prozessionsstabs; Holz, farbig gefasst, 17. Jahrhundert; Verbleib unbekannt | Foulain, in der Kirche St-Clément (Lage) | PM52001782    | Inscrit      | 1974  |      |